# Oliver Beeck
Oliver Beeck (* 19. Januar 1988) ist ein deutscher Footballspieler.

## Laufbahn
Beeck spielte ab 1998 im Nachwuchsbereich der Kiel Baltic Hurricanes sowie ab 2008 in der Herrenmannschaft des Vereins in der GFL, der bundesweit höchsten Spielklasse. Nachdem er mit Kiel 2008 und 2009 unter Cheftrainer Kent Anderson jeweils deutscher Vizemeister geworden war, gewann der als Center eingesetzte Beeck 2010 unter Trainer Patrick Esume den deutschen Meistertitel. 2011 und 2012 wurde der 1,88 Meter messende und 128 Kilogramm wiegende Beeck mit den Fördestädtern wiederum Vizemeister. 2014 und 2015 gewann er mit Kiel den Titel in der European Football League (EFL).

### Nationalmannschaft
Mit der deutschen Nationalmannschaft wurde er 2014 Europameister. Bei der Weltmeisterschaft 2011 wurde er mit der deutschen Auswahl Fünfter.